# Nuraghe Ponte
Die Nuraghe Ponte (auch Pontes) liegt nordwestlich von Dualchi in der Provinz Nuoro auf Sardinien. Gleichnamige Nuraghen liegen bei Giave und Lanusei. 
Die Nuraghe besteht aus einer runden Tholos (italienisch monotorre) von etwa 13,25 m Außendurchmesser und 11,8 m Resthöhe. Ihre Basis ist aus großen, leicht abgesenkten Blöcken aus Basalt gebaut, auf denen gut zugearbeitete Felsen mit bis zum Niveau der rechteckigen Fensternische (0,7 m breit, 1,25 m hoch) in nach oben abnehmender Größe aufliegen. Von dieser Höhe aus nehmen die in den letzten Reihen perfekt quadratisch gearbeiteten Steine wieder an Volumen zu.
Der im Südosten liegende Zugang ist ungewöhnlich klein. Er hat eine Breite von 1,1 m und eine Höhe von 1,05 m. Er zeichnet sich durch den sorgfältig gearbeiteten, größten Sturz einer Nuraghe aus (Länge 3,65 m, Breite 1,5 m, Dicke mittig 1,1 m) und hat eine leicht gekrümmte Front, um sich dem Profil des Turms anzupassen.
Der Gang dahinter hat eine Länge von 5,1 m und eine Höhe von 3,9 m. Er weitet sich in der Breite stufenweise nach innen von 1,1 über 1,55 auf 2,1 m und führt in die ovale Kammer von 4,85 auf 5,5 m, deren Gewölbe komplett erhalten ist. Die gut erhaltene intramurale, von zwei Schlitzen erhellte Treppe mit 26 Stufen führt links in einer Kurve nach oben und geht ebenso vom Gang aus wie die rechts angeordnete Wächterzelle. 
Die Kammer hat zwei Seitennischen. Die eine besitzt eine polygonale Form und einen spitzbogigen Zugang. Die zweite ist trapezförmig.
In der Nähe liegt die Protonuraghe Frenugarzu.